# Szubieniczna Góra (Gdańsk)
Szubieniczna Góra, zwana też Hyclową Górą (dawniej: Przy Szubienicznej Górze, niem. Galgenberg, Am Galgenberg) – miejsce po zniwelowanym częściowo wzniesieniu (55 metrów n.p.m.) znajdującym się przy ulicy Traugutta w Gdańsku Aniołkach i Wrzeszczu Górnym, w bliskim sąsiedztwie Świętej Studzienki oraz Królewskiej Doliny.

## Historia

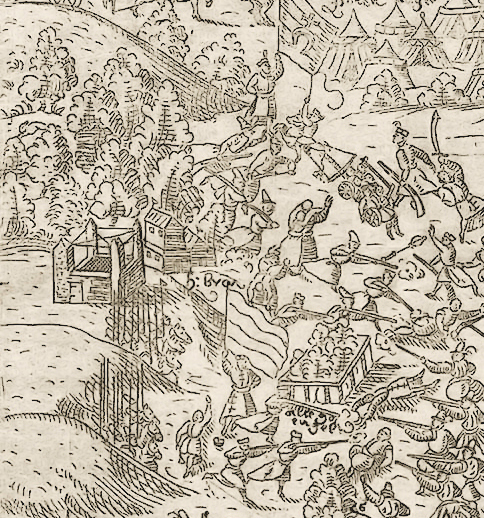
Najstarsza ikonografia konstrukcji szubienicznej z czterema słupami (po lewej), fragment ryciny z 1577 r. ilustrującej walki wojsk Stefana Batorego z Gdańskiem

W przeszłości Szubieniczna Góra była miejscem egzekucji gdańskich przestępców i skazańców. Na szczycie wzniesienia znajdowała się w latach 1529–1804 dominująca nad okolicą szubienica, od której też wzniesienie przejęło nazwę. Była to duża murowana konstrukcja na planie kwadratu, konserwowana naprzemiennie przez wszystkie gdańskie cechy rzemieślnicze. Znajdująca się na szczycie niezalesionego wzgórza była dobrze widoczna z traktu wiodącego z zachodu do bram miejskich, informując przybyszy o działaniu gdańskiego wymiaru sprawiedliwości. Ostatni wyrok na Szubienicznej Górze (przez ścięcie toporem) został wykonany w 1838. Przez pewien czas po II wojnie światowej używano jeszcze nazwy Przy Szubienicznej Górze.

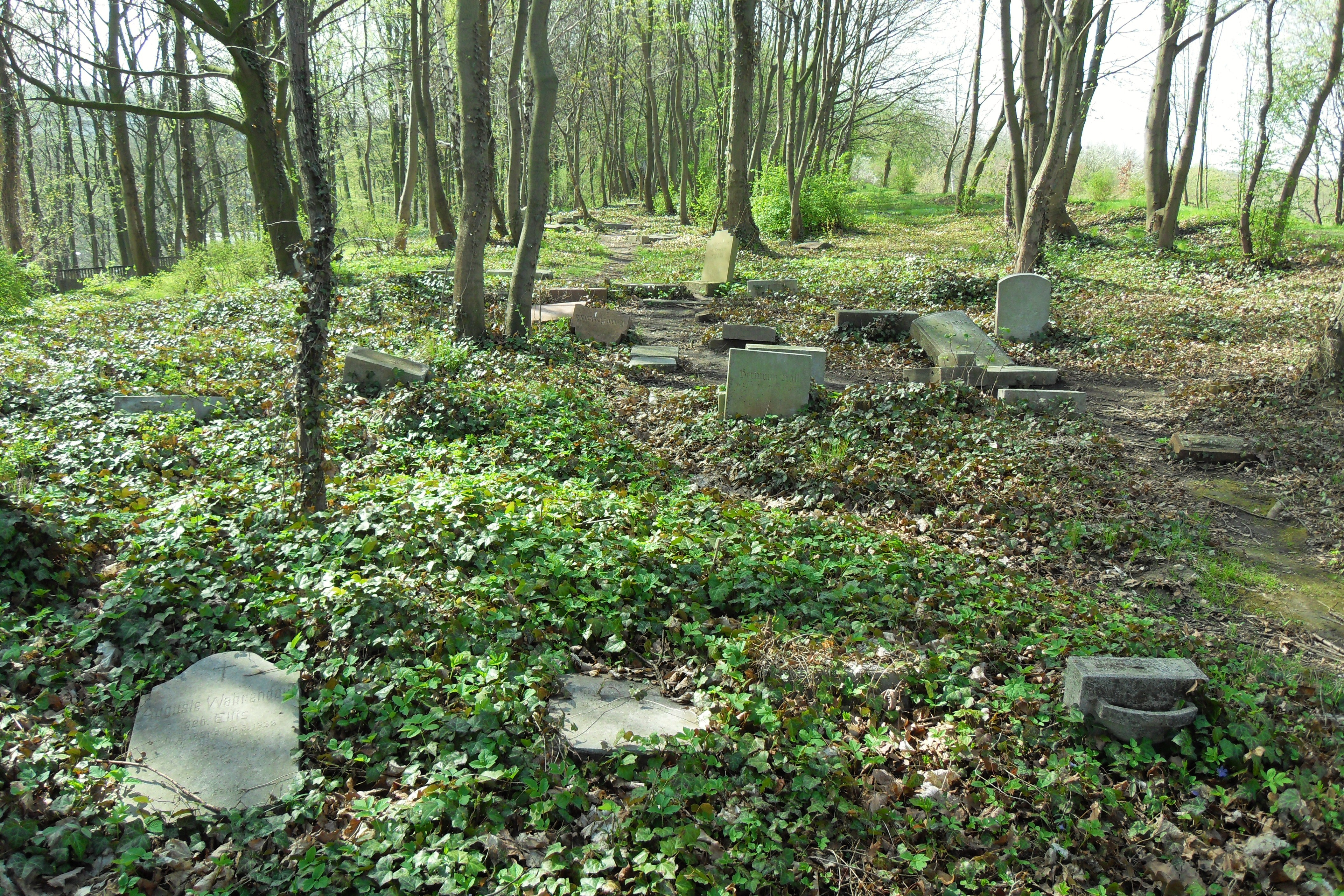
Pozostałości bezwyznaniowego cmentarza na szczycie Szubienicznej Góry

W latach ok. 1914–1966 u podnóża Szubienicznej Góry, wzdłuż ulicy Traugutta funkcjonował bezwyznaniowy, urnowy cmentarz, do 1945 był to cmentarz krematoryjny. Po wyczerpaniu miejsc, prawdopodobnie pod koniec lat 20. XX wieku, do cmentarza przyłączono nowy teren na szczycie Szubienicznej Góry. Krematorium było czynne w latach 1914–1945. Gdańsk był pierwszym miastem na terenie współczesnej Polski, w którym założono krematorium. Należało do Towarzystwa Kremacji „Płomień” (Die Flamme). Po wojnie budynek przekazano gminie ewangelicko-augsburskiej, następnie przejęła go gmina prawosławna. Urządzenia krematoryjne znajdujące się w piwnicach budynku zdemontowano i zniszczono na przełomie lat 80. i 90. W połowie lat 90. obiekt przebudowano na cerkiew.
Teren dawnego cmentarza bezwyznaniowego został wpisany do gminnej ewidencji zabytków.
Obszar Szubienicznej Góry został włączony w granice administracyjne miasta w 1902. Należy do okręgu historycznego Wrzeszcz.
Po II wojnie światowej na terenie pocmentarnym został założony Park im. Romualda Traugutta (wcześniej Park XXV-lecia PRL), o powierzchni 1,3 ha. Został urządzony z wykorzystaniem układu komunikacyjnego i istniejącego drzewostanu cmentarza. Nadal jest widoczna wcześniejsza forma zagospodarowania przestrzennego. Z terenu dawnego cmentarza roztacza się widok na Wrzeszcz.
Zachowane nagrobki dawnego cmentarza w początku 2018 zostały zdewastowane.
W 2002 u podnóża dawnego wzniesienia powstał nowy budynek, w którym znajduje się Wydział Zarządzania i Ekonomii Politechniki Gdańskiej. U podnóża góry znajdują się także takie obiekty jak cerkiew św. Mikołaja (w zabytkowym kompleksie domu pogrzebowego i krematorium) oraz stadion, na którym rozgrywają swoje mecze rugbyści Lechii Gdańsk oraz piłkarze Lechii II Gdańsk.
W 2018 zakończono prace zmierzające do odrestaurowania znajdującego się w bezpośrednim sąsiedztwie zbiornika wodociągowego „Stary Sobieski” z 1911, wykorzystywanego jeszcze w latach 90. XX wieku. Zbudowany na planie koła o średnicy 50 m obiekt udostępniono do zwiedzania, poza architekturą prezentując tu także panujący wewnątrz przez 5–7 sekund efekt echa. Równocześnie, w r. 2018 zrealizowano prace udostępniające wzniesienie jako punkt widokowy oraz nowy park o pow. 0,7 ha, zwany Parkiem Nostalgicznym.
W 2020 na zboczu Szubienicznej Góry rozpoczęto prace budowlane przy inwestycji centrum informatycznego Politechniki Gdańskiej STOS, który został otwarty w kwietniu 2023.